# Тюнзири
Тюнзи́ри (рос. Тюнзыры, чув. Тĕнсĕр) — присілок у складі Цівільського району Чувашії, Росія. Входить до складу Таушкасинського сільського поселення.
Населення — 239 осіб (2010; 234 у 2002).
Національний склад:
- чуваші — 98 %

У присілку народилась Герой Соціалістичної Праці Зінов'єва Марія Зінов'ївна (1929-1999).